# المخبر الاقتصادي (كتاب)
المخبر الاقتصادي ((ردمك 0-19-518977-9) ) ((ردمك 0345494016) ) هو كتاب من تأليف تيم هارفورد نُشر في عام 2005 بواسطة دار «ليتل براون». 
يقدم الكتاب مقدمة لمبادئ الاقتصاد، بما في ذلك تفاعلات العرض والطلب، وإخفاقات السوق، والتأثيرات الخارجية والعولمة والتجارة الدولية والميزة النسبية. وهذا الكتاب يشرح بطريقة غير تقنية كيف تحدد شركة ستاربكس ومقدمو القهوة الآخرون أسعار منتجاتهم، ولماذا من الصعب شراء سيارة مستعملة جيدة، ولماذا يفشل نظام التأمين الصحي في الولايات المتحدة، ولماذا تظل البلدان الفقيرة فقيرة بينما أصبحت جمهورية الصين الشعبية غنية باستمرار في العقدين الماضيين.
وقد وصفه ستيفن ليفيت ، مؤلف كتاب Freakonomics، بأنه «عينة نادرة، كتاب عن الاقتصاد من شأنه أن يبهر... فهو مكتوب بشكل جميل وبطريقة منطقية، ويجلب مفهوم الاقتصاد إلى الحياة».

## روابط خارجية
- الموقع الرسمي